# Anders Petersen (Künstler)
Anders Petersen (* 10. Oktober 1959 in Elmshorn) ist ein deutscher Grafiker und Objektkünstler.

## Leben und Werk
Anders Petersen ist ein Sohn des Künstlers Wilhelm Petersen, der zur NS-Künstlerprominenz gehörte.
Anders Petersen studierte von 1986 bis 1991 Freie Kunst an der Muthesius-Hochschule in Kiel bei Fritz Bauer und Ekkehard Thieme. Es folgte 1992 ein Gaststudium an der Myndlista- og handíðaskóli in Reykjavík, Island im Bereich mixed media. Er lebt und arbeitet als freier Künstler in Elmshorn und Hamburg.
Anders Petersen folgt als Künstler einem Kunstkonzept, das zugleich malerische, plastische und grafische Elemente enthält und damit die Enge aller klassischen Genres sprengt. Als Bildhauer hat er mehrere Gemeinschaftsprojekte mit seinem Bruder Hans-Christian Petersen umgesetzt („Petersen & Petersen“). 2017 wurde Anders Petersen zum Vorsitzenden des BBK Schleswig-Holstein gewählt. 2024 erhielt Anders Petersen das Verdienstkreuz am Bande der Bundesrepublik Deutschland. 

## Auszeichnungen und Stipendien
- 1992 Reisestipendium des Landes Schleswig-Holstein / Gaststudium in Reykjavík, Island
- 1993 Stipendiat im Künstlerhaus Selk
- 2002 Ekely-Stipendium des Landes Schleswig-Holstein in Oslo, Norwegen
- 2002 Kulturpreis der Stadt Elmshorn
- 2004 Preisträger der 51. Landesschau des BBK Schleswig-Holstein
- 2005 Reisestipendium des Landes Schleswig-Holstein / Arbeitsaufenthalt in Norwegen
- 2011 Ehrenmedaille der Stadt Tarascon, Frankreich
- 2015 Reisestipendium des Landes Schleswig-Holstein / Arbeitsaufenthalt in Norwegen
- 2016 Drosteipreis, Kulturpreis des Kreises Pinneberg
- 2024 Bundesverdienstkreuz am Bande[3]

## Arbeiten in öffentlichen Sammlungen (Auswahl)
- Grafische Sammlung der Kunsthalle zu Kiel
- Grafische Sammlung der Kunstsammlung Neubrandenburg
- Grafische Sammlung der Südwestdeutschen Landesbank
- HSH Nordbank Hamburg
- Land Schleswig-Holstein
- Landeshauptstadt Kiel
- Neuharlingersieler Versicherung
- Provinzial Versicherung Kiel
- Museum Stargard Polen
- Stadt Tarascon Frankreich
- Schloss der Pommerschen Herzöge Stettin/Polen
- Stadtgalerie im Elbeforum Brunsbüttel
- Vereinsbank Junge Kunst im Hansa Carree Hamburg
- Shenzhen Art Museum VR China
- Sparkasse Elmshorn
- Sparkassenstiftung Schleswig-Holstein Kiel
- The Chelsea Art Museum New York USA.

## Einzelausstellungen (Auswahl)
- 2009 Observateur, Château Royal de Provence, Tarascon, Frankreich
- 2009 Serious Silence, Klosterkirche, Bordesholm
- 2006 Serielle Unikate, Galerie in der Wassermühle, Trittau
- 2006 Parcours de l’art, Galerie MMB, Avignon, Frankreich
- 2005 Lód-Eis, Schloss Pommersche Herzöge, Stettin, Polen
- 2005 Preis der 51. Landesschau, Brunswiker Pavillon, Kiel
- 2005 Nouveau Montage, Cloitre de Cordeliers, Tarascon, Frankreich
- 2003 Fram, Kulturpreis der Stadt Elmshorn, Kunstverein, Elmshorn
- 2002 Montagen, Museum Stardard, Polen
- 2002 Giverny, Künstlerhaus Göttingen
- 2001 Neue Montagen, Galerie EL, Lübeck
- 2000 Druckgrafik und Montagen, Das Atelier, Kiel
- 1999 Montagen, Kunstverein, Elmshorn
- 1996 Grafik und Montagen, Foyer für Junge Kunst, Flensburg
- 1996 Zink, Galerie EL, Lübeck
- 1993 Montagen, Künstlerzentrum Lübeck
- 1992 Licht-Schatten-Reflex, Brunswiker Pavillon, Kiel

## Ausstellungsbeteiligungen (Auswahl)
- 2008 Kunststücke, HSH Nordbank, Hamburg
- 2007 Positionen, Shenzhen Art Museum, Shenzhen, VR China
- 2007 Drei Sichtweisen, Kunstverein Elmshorn
- 2005 Oslo-Kiel 10 years Ekely, Kunstlaboratorium Vestfossen, Norwegen
- 2004 Grafik Radikal, Stadtgalerie im Elbeforum, Brunsbüttel
- 2003 Kunst in der Staatskanzlei II, Kiel
- 2000 Auf Druckachse, Kölner Grafikwerkstatt, Köln
- 1998 Sensual Technology, Columbia University, New York, USA
- 1998 Rampa di Francesco di Giorgio Martini, Urbino, Italien
- 1998 Konzept Konkret, Künstlerforum, Bonn
- 1997 Dialog III. Biennale, Manege, St. Petersburg, Russland
- 1996 Prima Kunst, Raum für Kunst, Graz, Österreich
- 1996 Connex, University of Brighton Gallery, Großbritannien
- 1995 Microsoft Kunstpreis, CeBit Hannover
- 1995 Aspekte, Hanse Office, Brüssel, Belgien
- 1994 Visite, Nadbałtyckie Centrum Kultury, Gdańsk, Polen
- 1994 Nord Nord, Seinäjöki, Finnland
- 1991 Druckgrafikpreis, Südwestdeutsche Landesbank, Stuttgart
- 1989 Doris Lessing - Philip Glass, Opernhaus, Kiel

## Bibliographie (Auswahl)
- Montagen, Kunstverein Elmshorn, 1999, ISBN 3-00-004801-4
- Fram, edition sommer, Kiel 2003, ISBN 3-935896-05-0
- Grafik Radikal, Stadtgalerie im Elbeforum Brunsbüttel, 2004, ISBN 3-931279-27-8
- Lód-Eis, anders art edition, Hamburg, 2005, ISBN 3-9810264-1-1
- Serielle Unikate, Galerie der Wassermühle Trittau, 2006, ISBN 978-3-00-019041-4